# Edice 13
Edice 13 byla edice brožovaných (ale v pozdějších letech i vázaných) knih s výrazně žlutou obálkou, které vycházely od roku 1967 do roku 1992 v nakladatelství Mladá fronta. Celkem vyšlo v této edici téměř 200 knih.
- Edice 13 byla určena pro děti od třinácti let a v začátcích stála 13 Kčs.
- Ceny: 1–60. (1967–1972): 13 Kčs. 49. (1972):16 Kčs, 53. ( 1972): 14 Kčs, 50., 52. (1972): 15 Kčs, 62. (1973): 17 Kčs, 56. (1972): 18 Kčs, 51. (1972): 19 Kčs, 54. (1972): 20 Kčs, 75. (1979): 26 Kčs, 159. (1985): 27 Kčs.
- Brožované s přebalem přilepeným na vazbě: 1–62. (1967–1973), vázané: minimálně od svazku 75. (1979) s výjimkami (např. 159. (1985))

## Knihy vydané vedici
| Číslo           | Autor                                      | Název                                                                                 | Rok  | Náklad  | Ilustrátor                                            | Překladatel                                                               | Identifikátor       | Žánr literatury                         |
| --------------- | ------------------------------------------ | ------------------------------------------------------------------------------------- | ---- | ------- | ----------------------------------------------------- | ------------------------------------------------------------------------- | ------------------- | --------------------------------------- |
| 1.              | Jules Verne                                | 800 mil po Amazonce (Jangada)                                                         | 1967 | 40 000  | Pavel Brom                                            | Jitka Křesálková                                                          | 23-047-67           | Dobrodružná                             |
| 2.              | Rudolf Kalčík                              | Král Šumavy                                                                           | 1967 | 40 000  | Pavel Brom, Miroslav Hucek                            | –                                                                         | 23-054-67           | Špionážní                               |
| 3.              | Stirling Moss, Ken W. Purdy                | Vše kromě svého života                                                                | 1967 | 38 500  | Milan Kopřiva                                         | Heřma Davidová                                                            | 23-082-67           | Sportovní                               |
| 4.              | Marjorie Kinnan Rawlingsová                | Dítě divočiny                                                                         | 1967 | 40 000  | Adolf Born                                            | Jarmila Fastrová                                                          | 23-102-67           | Dobrodružný                             |
| 5.              | Dymphna Cusacková                          | Nedovol mi odejít                                                                     | 1967 | 40 000  | Emilie Tomanová                                       | Hana a Stanislav Budínovi                                                 | 23-103-67           |                                         |
| 6.              | Růžena Lukášová                            | Maturanti                                                                             | 1967 | 38 000  | Zdeňka Táborská                                       | –                                                                         | 13-129-67           |                                         |
| 7.              | Alexandr Romanovič Běljajev                | Člověk obojživelník                                                                   | 1967 | 35 500  | Oldřich Jelínek                                       | Terezie Silbernáglová                                                     | 23-148-67           | Fantastická                             |
| 8.              | Jarmila Loukotková                         | Liána smrti                                                                           | 1968 | 43 000  | Milan Kopřiva                                         | –                                                                         | 23-005-68           | Dobrodružná                             |
| 9.              | Olga Scheinpflugová                        | Bílé dveře                                                                            | 1968 | 42 300  | Zdeňka Táborská                                       | –                                                                         | 23-007-68           | Dívčí román                             |
| 10.             | Ingeborg Engelhardtová                     | Loď do Grónska                                                                        | 1968 | 37 000  | Jiří Svoboda                                          | Kamila Jiroudková                                                         | 23-010-68           | Dobrodružná                             |
| 11.             | Ivan Antonovič Jefremov                    | Mlhovina v Andromedě                                                                  | 1968 | 35 000  | Milan Kopřiva                                         | Miroslava Sedloňová                                                       | 23-023-68           | Sci-fi                                  |
| 12.             | Jim Corbett                                | Tygři z Kumáonu                                                                       | 1968 | 50 000  | Karel Hruška                                          | Milan Klíma                                                               | 23-037-68           | Dobrodružný dle skutečnosti             |
| 13.             | František Plánička, Karel Štorkán          | Když chytal Plánička                                                                  | 1968 | 37 000  | Miroslav Hucek                                        | –                                                                         | 23-039-68           | Sportovní                               |
| 14.             | Ernest Thompson Seton                      | Divoké děti lesů                                                                      | 1968 | 55 000  | Jiří Krásl                                            | Eva Korelusová                                                            | 23-057-68           | Dobrodružná                             |
| 15.             | Joe Alex                                   | Povím vám, jak zahynul                                                                | 1968 | 68 000  | Václav Kabát                                          | Anetta Balajková                                                          | 23-064-68           | Detektivní                              |
| 16. (tiráž 17.) | Naděžda Sochová                            | Neporažený                                                                            | 1968 | 26 000  | Milan Kopřiva                                         | –                                                                         | 23-072-68           | Sportovní                               |
| 17.             | Eric Lambert                               | Delfín                                                                                | 1968 | 37 000  | Václav Kabát                                          | Soňa Nová, Rudolf Mertlík                                                 | 23-083-68           |                                         |
| 18.             | Francis Parkman                            | Oregonská stezka                                                                      | 1968 | 46 250  | Milan Kopřiva                                         | Jiří Stránský                                                             | 23-098-68           | Dobrodružná                             |
| 19.             | Jiří Marek                                 | Panoptikum starých kriminálních příběhů                                               | 1968 | 55 000  | Zdeněk Mézl                                           | –                                                                         | 23-108-68           | Detektivní                              |
| 20.             | Louis Pergaud                              | Knoflíková válka                                                                      | 1968 | Neuv.   | Oldřich Jelínek                                       | Eva Bezděková                                                             | 23-115-68           | Pro děti                                |
| 21.             | Vlasta Váňová                              | Tanec pro dva motýly                                                                  | 1968 | 29 000  | Eva Šalamounová                                       | –                                                                         | 23-118-68           | Dívčí román                             |
| 22.             | Wacław Gołembowic                          | Chemické příběhy Sherlocka Holmese                                                    | 1968 | 27 000  | Pavel Brom                                            | Irena Dvořáková                                                           | 23-125-68           | Detektivní                              |
| 23.             | Viktor Nikolajevič Boldyrev                | Konec Modrého orla                                                                    | 1969 | 18 000  | Milan Kopřiva                                         | Josef Týč                                                                 | 23-008-69           | Dobrodružná                             |
| 24.             | Richmal Cromptonová                        | Jirka postrach rodiny                                                                 | 1969 | 50 000  | Jaroslav Malák                                        | Jarmila Emmerová, verše Josef Hanzlík                                     | 23-020-69           | Humoristický                            |
| 25.             | Anton Ingolič                              | Večírek u Ady                                                                         | 1969 | 29 000  | Vladimír Suchánek                                     | František Benhart                                                         | 23-071-69           | Dívčí román                             |
| 26.             | Hermína Franková                           | Blázni mají propustky                                                                 | 1969 | 20 000  | Jaroslav Šerých                                       | –                                                                         | 23-091-69           | Dívčí román                             |
| 27.             | Karol Olgierd Borchardt                    | Kapitán                                                                               | 1969 | 28 000  | Adolf Born                                            | Helena Stachová                                                           | 23-059-69           | Cestopisný                              |
| 28.             | Keith Willey                               | Lovci na Aligátoří řece                                                               | 1969 | 30 000  | Karel Hruška                                          | Miroslav Jindra                                                           | 23-017-69           | Dobrodružná                             |
| 29.             | Josef Masopust, Ivo Urban                  | s míčem kolem světa                                                                   | 1969 | 20 000  | Milan Kopřiva                                         | –                                                                         | 23-113-69           | Životopisný                             |
| 30.             | Edgar Allan Poe                            | Vraždy v ulici Morgue a jiné povídky                                                  | 1969 | 42 000  | Jiří Šalamoun                                         | Josef Schwarz                                                             | 23-142-69           | Detektivní                              |
| Neuv.           | Jim Corbett                                | Chrámový tygr                                                                         | 1969 | 35 000  | Jiří Krásl                                            | Miroslav Jindra                                                           | 23-131-69           | Dobrodružný dle skutečnosti             |
| 31. (tiráž 32.) | Jiří Marek                                 | Panoptikum starých kriminálních příběhů                                               | 1970 | 40 000  | Zdeněk Mézl                                           | –                                                                         | 23-013-70           | Detektivní                              |
| 32.             | Norman Collins                             | Černá slonovina                                                                       | 1970 | 35 000  | Milan Kopřiva                                         | Jaroslav Schejbal                                                         | 23-016-70           | Dobrodružná                             |
| 33.             | Jaroslav Foglar                            | Když Duben přichází                                                                   | 1970 | 60 000  | Ervín Urban                                           | –                                                                         | 23-020-70           | Chlapecký román                         |
| 34.             | Thor Heyerdahl                             | Ve znamení Kon-Tiki                                                                   | 1970 | 50 000  | Milan Kopřiva                                         | Dagmar Chvojková-Pallasová                                                | 23-037-70           | Cestopis                                |
| 35.             | Marie Kubátová                             | Průšvihy mladého Werthera                                                             | 1970 | 20 000  | Zdena Kabátová-Táborská                               | –                                                                         | 23-043-70           | Dvě povídky o dětech a rodičích         |
| 36.             | Heinz Prüller                              | Svět F/1                                                                              | 1970 | 25 000  | Milan Kopřiva                                         | Edmund Koukal, Ludvík Reimann                                             | 23-063-70           | Sportovní                               |
| 37.             | Pavel Šoltész                              | Zavírací den                                                                          | 1970 | 45 000  | Jaroslav Kadlec                                       | –                                                                         |                     | Detektivní                              |
| 38.             | Georges Simenon                            | Sedm křížků a jeden ministrant                                                        | 1970 | 100 000 | Jiří Šalamoun                                         | Eva Bezděková                                                             | 23-098-70           | Detektivní                              |
| 39.             | Antologie amerických autorů                | Šerif se žení                                                                         | 1970 | 50 000  | Adolf Born                                            | Křišťan Bém, Eva Kondrysová, Tomáš Korbař, Gabriela Nová, Vladimír Pražák | 23-116-70           | Povídky                                 |
| 40.             | Isaac Asimov                               | Ocelové jeskyně                                                                       | 1970 | 30 000  | Milan Kopřiva                                         | Zdeněk Lorenc                                                             | 23-119-70           | Sci-fi, detektivní                      |
| 41.             | Jules Verne                                | Tajemství Viléma Storitze                                                             | 1971 | 46 000  | Milan Kopřiva                                         | Alžběta Bendová                                                           | 23-015-71           | Vědeckofantastická                      |
| 42.             | Antologie                                  | Povídky z amerického západu / Dostavník do Lordsburgu                                 | 1971 | 45 000  | Adolf Born                                            | více překladatelů                                                         | 23-012-71           | Western                                 |
| 43.             | Pavel Hejcman                              | v těchto prchavých okamžicích                                                         | 1971 | 50 000  | Oldřich Jelínek                                       | –                                                                         | 23-007-71           | Detektivní                              |
| 44.             | Konrad Fiałkowski                          | Pátý rozměr                                                                           | 1971 | 25 000  | Milan Ressel                                          | Helena Stachová                                                           | 23-048-71           | Sci-fi                                  |
| 45.             | Alina a Czesław Centkiewiczovi             | Roald Amundsen                                                                        | 1971 | 25 000  | Zdeněk Majzner                                        | Helena Stachová                                                           | 23-054-71           | Cestopis, životopis                     |
| 46.             | Vladimír Šustr                             | Zloději slonů                                                                         | 1971 | 21 000  | Ervín Urban                                           | –                                                                         | 23-088-71           | Dobrodružná                             |
| 47.             | Gleb Goluběv                               | Co si pamatují ryby                                                                   | 1971 | 13 000  | Milan Kopřiva                                         | Miroslav Lukáš                                                            | 23-083-71           | Dobrodružná, fantastická                |
| 48.             | Farley Mowat                               | Kletba vikingova hrobu                                                                | 1972 | 40 000  | Vladimír Suchánek                                     | Vladimír Pražák                                                           | 23-108-72           | Dobrodružná                             |
| 49.             | Siniša A. Pavić                            | Rok před maturitou                                                                    | 1972 | 20 000  | Jiří Svoboda                                          | Jaroslava Janoušová                                                       | 23-004-72           | Pro mládež                              |
| 50.             | Wiesław Wernic                             | Stopy vedou prérií                                                                    | 1972 | 35 000  | Ervín Urban                                           | Irena Dvořáková                                                           | 23-013-72           | Western                                 |
| 51.             | Alan Marshall                              | Už zase skáču přes kaluže                                                             | 1972 | 25 000  | Adolf Born                                            | Zora Wolfová, verše Hana Žantovská                                        | 23-016-72           | Autobiografický, zfilmováno ČSSR        |
| 52.             | Anna Jürgenová                             | Modrý pták                                                                            | 1972 | 25 000  | Zdeněk Majzner                                        | Břetislav Chrtek                                                          | 23-007-72           | Dobrodružná                             |
| 53.             | Karel Štorkán                              | Rodeo                                                                                 | 1972 | 15 000  | Oldřich Jelínek                                       | –                                                                         | 23-024-72           | Sportovní                               |
| 54.             | Norbert Frýd                               | Studna supů                                                                           | 1972 | 14 000  | Jiří Svoboda                                          | –                                                                         | 23-039-72           | Román z Mexika                          |
| 55.             | Finn Havrevold                             | Zrádné útesy                                                                          | 1972 | 27 000  | Vladimír Novák                                        | Oldřich Liška                                                             | 23-048-72           | Dobrodružná                             |
| 56.             | Arkadij Vajner, Georgij Vajner             | Dvakrát proti zákonu                                                                  | 1972 | 18 000  | Oldřich Jelínek                                       | Neuveden                                                                  | 23-068-72           | Detektivní                              |
| 57.             | Jan Ryska                                  | Lodní deník o příhodách Budhy, Pípy a Šerifa                                          | 1973 | 15 500  | Václav Kabát                                          | –                                                                         | 23-076-73 23-031-73 | Humoristický, pro mládež                |
| 58.             | András Dékány                              | Ostrov pirátů                                                                         | 1972 | 29 000  | Pavel Sivko                                           | Anna Valentová                                                            | 23-090-72           | Dobrodružný                             |
| 59.             | Sergej Žemajtis                            | Umělý ostrov                                                                          | 1972 | 12 500  | Milan Kopřiva                                         | Růžena Pochová                                                            |                     | Sci-fi                                  |
| 60.             | Ludmila Freiová                            | Dopisy pro Jaszka                                                                     | 1972 | 18 000  | Zdeňka Kabátová                                       | –                                                                         | 23-078-72           | Ze školního prostředí                   |
| 61.             | Edmund Niziurski                           | Sedmé zasvěcení                                                                       | 1972 | 14 000  | Jiří Běhounek                                         | Anetta Balajková                                                          |                     | Chlapecký román                         |
| 62.             | Jaroslav Andrejs                           | Cena zlata                                                                            | 1973 | 18 000  | Ervín Urban                                           | –                                                                         | 23-014-73           | Dobrodružná                             |
| 63.             | James Oliver Curwood                       | Vlčák Kazan                                                                           | 1973 | 58 000  | Jiří Krasl                                            | Emanuela Tilschová a Emanuel Tilsch                                       |                     | Dobrodružný                             |
| 64.             | Ernest Thompson Seton                      | Rolf Zálesák                                                                          | 1973 | 55 000  | Vladimír Novák                                        | Křišťan Bém                                                               |                     | Dobrodružný                             |
| 65.             | Mirko Pašek                                | Sto dvacet krásek                                                                     | 1973 | 20 000  | Karel Teissig                                         | –                                                                         |                     |                                         |
| 66.             | Ludvík Souček                              | Zájem galaxie                                                                         | 1973 | 26 000  | Milan Ressel                                          | –                                                                         |                     | Sci-fi povídky                          |
| 67.             | Alexandr Gračov                            | Tajemství Červeného jezera                                                            | 1973 | 11 500  | Zdeněk Majzner                                        | Ludmila Dušková                                                           |                     | Dobrodružný                             |
| 68.             | Maciej Kuczyński                           | Studený břeh                                                                          | 1973 | 16 000  | Karel Havlíček                                        | Helena Teigová                                                            |                     | Dobrodružný                             |
| 69.             | Emilio Salgari                             | Tygři z Mompracemu                                                                    | 1973 | 33 000  | Vladimír Novák                                        | Hana Benešová                                                             |                     | Dobrodružný                             |
| 70.             | Ivan Kubišta, Václav Švarc                 | Purkyně ve Vratislavi                                                                 | 1974 | 10 500  | Oldřich Jelínek                                       | –                                                                         | 23-010-74           | Životopisný                             |
| 71.             | Helena Hodačová                            | Výlet s Hanou                                                                         | 1974 | 30 000  | Jana Sigmundová                                       | –                                                                         |                     | Dívčí román                             |
| 72.             | Jaroslav Moravec                           | Čtení z kamení: příběhy indiánského policisty                                         | 1974 | 32 000  | Ervín Urban                                           | –                                                                         |                     | Povídkový western s krimi prvky         |
| 73.             | Hammond Innes                              | Země věnovaná Kainovi                                                                 | 1974 | 26 000  | Pavel Sivko                                           | Richard Žákovský                                                          |                     | Dobrodružný                             |
| 74.             | Rudolf Hrbek                               | Dobrodružství na Černé řece                                                           | 1974 | 17 000  | Eva Hašková                                           | –                                                                         |                     |                                         |
| 75.             | Gerald Malcolm Durrell                     | Ptáci, zvířata a moji příbuzní                                                        | 1974 | 25 000  | Václav Kabát                                          | Zora Wolfová, verše Hana Žantovská                                        |                     | Humoristický                            |
| 75.             | Gerald Malcolm Durrell                     | Ptáci, zvířata a moji příbuzní                                                        | 1979 | 70 000  | Václav Kabát                                          | Zora Wolfová, verše Hana Žantovská                                        | 23-130-79           | Humoristický                            |
| 76.             | Cecilija Dinerová                          | Dívčí souboj                                                                          | 1974 | 25 000  | Ervín Urban                                           | Vojtěch Gaja                                                              |                     | Dívčí román                             |
| 77.             | Alexandr Liněvskij                         | Osada pravěkých lovců                                                                 | 1974 | 19 000  | Zdeněk Majzner                                        | Marcela Neumannová                                                        |                     | Dobrodružný z pravěku                   |
| 78.             | Gerhard Harkenthal                         | Cesta přes řeku                                                                       | 1974 | 15 000  | Oldřich Jelínek                                       | Věra Houbová                                                              |                     | Kriminální román                        |
| 79.             | Luigi Ugolini                              | k novému světu: román o Amerigovi Vespuccim                                           | 1975 | 18 000  | Jana Sigmundová                                       | Alžběta Bendová                                                           |                     | Životopisný                             |
| 80.             | András Dékány                              | Velký kapitán: život Ferdinanda Magellana                                             | 1975 | 20 000  | Milan Kopřiva                                         | Anna Valentová                                                            |                     | Životopisný                             |
| 81.             | Hans Lidman                                | Hlídač Ďábelského potoka                                                              | 1975 | 20 000  | Karel Havlíček                                        | Libor Štukavec                                                            |                     | Povídky (příroda)                       |
| 82.             | Jiří Pomahač                               | Zapomenutá dobrodružství                                                              | 1975 | 15 000  | Antonie Povondrová                                    | –                                                                         |                     | Dobrodružný / historický                |
| 83.             | Václav Horyna                              | Rouhači a smíškové                                                                    | 1975 | 15 000  | Zdenka Táborská                                       | –                                                                         |                     | Životopisný                             |
| 84.             | Tarjei Vesaas                              | Ledový zámek                                                                          | 1975 | 22 000  | Jiří Svoboda                                          | Helena Kadečková                                                          |                     | Dívčí román                             |
| 85.             | Stanisław Kowalewski                       | Stopy bílého měsíce                                                                   | 1975 | 10 000  | Oldřich Jelínek                                       | Anna Bauerová                                                             |                     | Chlapecký román                         |
| 86.             | Gavin Maxwell                              | Jasná voda vůkol                                                                      | 1975 | 15 000  | Eva Hašková                                           | Soňa Eva Vávrová                                                          |                     | Příběhy z přírody Skotska               |
| 87.             | Karel Štorkán                              | Kvočny a král                                                                         | 1976 | 20 000  | Oldřich Jelínek                                       | –                                                                         |                     | Novela, zfilmováno                      |
| 88.             | Miroslav Slach                             | Zázračný lukostřelec; Čekání na Romana                                                | 1976 | 10 000  | Zdeněk Mézl                                           | –                                                                         |                     | Dvě historické novely                   |
| 89.             | Svatopluk Hrnčíř                           | Ostrov uprostřed města                                                                | 1976 | 10 000  | Jindřich Kovařík                                      | –                                                                         |                     | Dobrodružný, detektivní                 |
| 90.             | Drahomíra Měšková                          | Já, ponořené těleso a můj boxer                                                       | 1976 | 10 000  | Eva Šalamounová-Natus                                 | –                                                                         |                     | Novela                                  |
| 91.             | Jeremej Parnov                             | Truhlice Marie Medicejské                                                             | 1976 | ?       | Eva Hašková                                           | Miroslav Lukáš                                                            |                     | Historicko-detektivní                   |
| 92.             | James Aldridge                             | Spor o poníka                                                                         | 1976 | 22 000  | Ervín Urban                                           | Jarmila Svobodová                                                         |                     | Román z Austrálie                       |
| 93.             | Jaroslav Veis                              | Experiment pro třetí planetu                                                          | 1976 | 21 000  | Vladimír Novák                                        | –                                                                         |                     | Sci-fi povídky                          |
| 94.             | Alan Marshall                              | Už zase skáču přes kaluže                                                             | 1976 | ?       | Jiří Svoboda                                          | Zora Wolfová, verše Hana Žantovská                                        |                     | Autobiografický, zfilmováno ČSSR        |
| 95.             | Roger Frison-Roche                         | Msta                                                                                  | 1976 | 23 000  |                                                       | Drahoslava Janderová                                                      |                     | příběh z Laponska                       |
| 96.             | Josef Kutík                                | Bílá vydra                                                                            | 1977 | 15 000  | Eva Hašková                                           | –                                                                         |                     | Dobrodružný (Kanada)                    |
| 97.             | Jaroslav Šikl                              | Mrtvé komando                                                                         | 1977 | 33 000  | Oldřich Jelínek                                       | –                                                                         |                     | Dobrodružný (okupace)                   |
| 98.             | Vladimír Kříž                              | Tvrz                                                                                  | 1977 | 10 000  | Zdeněk Majzner                                        | –                                                                         |                     | Tři historické povídky                  |
| 99.             | Marie Kubátová                             | Lékárna U tří koček                                                                   | 1977 | 22 000  | Ervín Urban                                           | –                                                                         |                     | Humorně ironický román                  |
| 100.            | Jurij Ivanov                               | Sestřička lachtanů                                                                    | 1976 | 15 000  | Zdeněk Majzner                                        | Josefa Tamara Poláčková                                                   |                     | Dobrodružný (příroda)                   |
| 101.            | Krzystof Baranowski                        | Směr Horn                                                                             | 1976 | 20 000  | Pavel Bílek                                           | Jiří Kohout                                                               |                     | Cestopisný (jachta Polonez okolo světa) |
| 102.            | Jaromír Tomeček a Blanka Štěpánková (eds.) | Pod perutí orla                                                                       | 1977 | 25 000  | Zdeněk Majzner                                        | –                                                                         |                     | črty z Tater                            |
| 103.            | Jana Červenková                            | Krok přes práh                                                                        | 1978 | 33 000  | Eva Hašková                                           | –                                                                         |                     | Dívčí román                             |
| 104.            | Anna Bauerová                              | Návrat na pohoří Zlatého koně                                                         | 1978 | 23 000  | Pavel Bílek                                           | –                                                                         |                     | Dobrodružný                             |
| 105.            | Maciej Kuczyňski                           | Atlantida ostrov ohně                                                                 | 1978 | 28 000  | Jiří Svoboda                                          | Anna Bauerová                                                             |                     | Sci-fi román                            |
| 106.            | Vojtěch Steklač                            | Pekelná třída                                                                         | 1978 | 20 000  | Adolf Born                                            | –                                                                         |                     | Humoristický                            |
| 107.            | Miep Diekmannová                           | Annejet má problémy                                                                   | 1978 | 30 000  | Ervín Urban                                           | Olga Krijtová                                                             |                     | Dva romány ze SŠ                        |
| 108.            | Michail Michajlovič Prišvin                | Slavík na zahradní brance                                                             | 1978 | 12 000  | Dagmar Berková                                        | Zora Beráková                                                             |                     | Výbor z díla                            |
| 109.            | Hammond Innes                              | Zkáza Mary Deare                                                                      | 1978 | 60 000  | Ervín Urban                                           | Taťána Tilschová a Emanuel Tilsch                                         |                     | Dobrodružný                             |
| 110.            | Rolf Schneider                             | Cesta do Jaroslavi                                                                    | 1978 | 25 000  | Jindřich Kovařík                                      | Jiří Stach                                                                |                     | Dívčí román                             |
| 111.            | Eliška Horelová                            | Pojď, dáme sbohem žízni!                                                              | 1979 | 22 000  | Eva Hašková                                           | –                                                                         |                     | Pro mládež                              |
| 112.            | Jana Štroblová                             | Hra na třetího                                                                        | 1979 | 30 000  | Vladimír Novák                                        | –                                                                         |                     | Dva romány ze SŠ                        |
| 113.            | Jaromír Tomeček                            | Psí hlas                                                                              | 1979 | 44 000  | Eva Hašková                                           | –                                                                         |                     | Zážitky autora                          |
| 114.            | Jaroslav Veis                              | Pandořina skříňka                                                                     | 1979 | 40 000  | Vladimír Novák                                        | –                                                                         |                     | Sci-fi povídky                          |
| 115.            | Sergej Žemajtis                            | Velká laguna                                                                          | 1979 | 40 000  | Ervin Urban                                           | Zdena Tichotová                                                           |                     | Sci-fi román                            |
| 116.            | Isaac Asimov (ed.)                         | Těžká planeta                                                                         | 1979 | 35 000  | Milan Kopřiva                                         | Veronika Veisová                                                          |                     | Antologie sci-fi povídek                |
| 117.            | Helena Hodačová                            | Prázdniny s Milenou                                                                   | 1979 | 20 000  | Oldřich Jelínek                                       | –                                                                         |                     | Dívčí román                             |
| 118.            | Zdeněk Adla                                | Vlče                                                                                  | 1979 | 25 000  | Pavel Sivko                                           | –                                                                         |                     | Román                                   |
| 119.            | Aleksander Grobicki                        | Poklady na dně moří                                                                   | 1980 | 40 000  | Vladimír Novák                                        | Pavel Weigel                                                              |                     | Literatura faktu (vraky lodí)           |
| 120.            | František Fajtl                            | Vzpomínky na padlé kamarády                                                           | 1980 | 55 000  | –                                                     | –                                                                         |                     | Literatura faktu (RAF)                  |
| 121.            | Frank Dufresne                             | Dobrodružství s aljašskými medvědy                                                    | 1980 | 60 000  | Zdeněk Majzner                                        | Jaroslav Poláček                                                          |                     | Dobrodružný, přírodovědný               |
| 122.            | Josef Kebza                                | Letka Sarangan                                                                        | 1980 | 30 000  | Oldřich Jelínek                                       | –                                                                         |                     | Román z Indonésie, Letectví             |
| 123.            | Vojtěch Vacke                              | Sonáta pro Zrzku                                                                      | 1980 | 40 000  | Oldřich Jelínek                                       | –                                                                         |                     | Dívčí román                             |
| 124.            | Miklós Vidor                               | Výzva                                                                                 | 1980 | 20 000  | Jan Maget                                             | Anna Rossová                                                              |                     | Román                                   |
| 125.            | Vlado Bednár                               | Koza                                                                                  | 1980 | 20 000  | Milan Kopřiva                                         | Emil Charous                                                              |                     |                                         |
| 126.            | Milena Majorová                            | Dámy a pánové, život začíná                                                           | 1980 | 60 000  | Milan Barták                                          | –                                                                         |                     | Etiketa                                 |
| 127.            | Karel Štorkán                              | Sbohem, maturito                                                                      | 1980 | 30 000  | Vladimír Jiránek a Petr Urban                         | –                                                                         |                     | Román ze SŠ                             |
| 128.            | Ivo Pondělíček                             | Cesty k sobě i k druhým                                                               | 1981 | 40 000  | Eva Hašková                                           | –                                                                         |                     | Psychologie                             |
| 129.            | Arkady Fiedler                             | Bílý jaguár                                                                           | 1981 | ?       | Ervín Urban                                           | Irena Dvořáková                                                           |                     |                                         |
| 130.            | Susanna Georgijevská                       | Dívka s fantazií                                                                      | 1981 | 25 000  | František Skála                                       | Marcela Pittermannová; verše Emanuel Frynta, Jiří Honzík a Petr Křička    |                     | Román                                   |
| 131.            | František Marek                            | Alchymista: román o životě Edwarda Kelleyho                                           | 1981 | 35 000  | Jiří Běhounek                                         | –                                                                         |                     | Životopisný                             |
| 132.            | Jana Červenková                            | Semestr života                                                                        | 1981 | 32 000  | Jitka Walterová                                       | –                                                                         |                     | Román                                   |
| 133.            | Jaroslav Šikl                              | Chlapec a kůň                                                                         | 1981 | 40 000  | Josef Kroupa                                          | –                                                                         |                     | Dobrodružný román z doby okupace        |
| 134.            | Wilhelm Meissel                            | Zvláštní znamení žádná                                                                | 1981 | 40 000  | Jan Maget                                             | Jan Scheinost                                                             |                     | Krimi román                             |
| 135.            | Jurij Nikolajevič Ivanov                   | Tornádo                                                                               | 1981 | 32 000  | Theodor Pištěk                                        | Josefa Poláčková                                                          |                     | Dobrodružný román                       |
| 136.            | Bertrand Solet                             | Byl jeden kapitán: [o procesu s kap. Dreyfusem]                                       | 1981 | 50 000  | Karel Teissig                                         | Tamara Sýkorová                                                           |                     | Životopisný román                       |
| 137.            | Stefan Garczyński                          | Chyby a omyly                                                                         | 1982 | 30 000  | ?                                                     | Pavla Provazníková                                                        |                     | Populárně-naučný                        |
| 138.            | Jozef Kroner                               | Herec nejen na udici                                                                  | 1982 | 40 000  | Milan Kopřiva                                         | Miroslav Horníček                                                         |                     | Biografie, vzpomínkový                  |
| 139.            | Lauren Elderová                            | Já jediná jsem přežila                                                                | 1980 | 60 000  | Milan Kopřiva                                         | Jaroslava Moserová-Davidová                                               |                     | Dle skutečných událostí                 |
| 140.            | Zofia Chądzyńská                           | Řád za lásku                                                                          | 1982 | 35 000  | Miroslav Hucek                                        | Pavel Frýbort                                                             |                     | Román pro mládež                        |
| 141.            | Filip Jánský                               | Pevnost v poušti                                                                      | 1982 | 45 000  | Ervín Urban                                           | –                                                                         |                     | Román z cizinecké legie                 |
| 142.            | Vojtěch Kantor (ed.)                       | Železo přichází z hvězd                                                               | 1983 | 50 000  | Jiří Jirka                                            | –                                                                         |                     | Antologie sci-fi                        |
| 143.            | Vojtěch Kantor (ed.)                       | Lidé ze souhvězdí Lva                                                                 | 1983 | 50 000  | Jiří Svoboda                                          | –                                                                         |                     | Antologie sci-fi                        |
| 144.            | Petr Bárta                                 | Sametové rovnoběžky Černého divadla                                                   | 1983 | 21 000  | Petr Bárta (foto)                                     | –                                                                         |                     | Vzpomínky                               |
| 145.            | Ludvík Souček                              | Bohové Atlantidy                                                                      | 1983 | 50 000  | Vladimír Novák                                        | –                                                                         |                     | Sci-fi                                  |
| 146.            | Jurij Kozlov                               | Vynálezci velocipédu                                                                  | 1983 | 10 000  | Milan Hůrka                                           | Marcela Pittermannová                                                     |                     |                                         |
| 147.            | Niki Lauda                                 | Mé roky s Ferrari                                                                     | 1983 | 80 000  | foto: Alois H. Rottensteiner, Antonín Bahenský        | Karel Hrubec                                                              |                     | Autobiografie                           |
| 148.            | Dušan Hamšík                               | Havárie na sklonku dne                                                                | 1983 | 34 000  | Vladimír Jiránek                                      | –                                                                         |                     |                                         |
| 149.            | Johan Fabricius                            | Klukovská hra                                                                         | 1984 | 48 000  | Ervín Urban                                           | Olga Krijtová                                                             |                     |                                         |
| 150.            | Jaroslav Velinský                          | Tmavá Studnice                                                                        | 1984 | 55 000  | Petr Urban                                            | –                                                                         |                     | Psychologicko-kriminální novely         |
| 151.            | Lubor Pok                                  | Zápas nad propastí                                                                    | 1984 | 45 000  | Jiří Brázda                                           | –                                                                         |                     |                                         |
| 152.            | neznámá vlajka                             |                                                                                       |      |         |                                                       |                                                                           |                     |                                         |
| 153.            | Marie Poledňáková                          | Jak vytrhnout velrybě stoličku                                                        | 1984 | 80 000  | Zdeněk Smetana, foto: Jaroslav Trousil                | –                                                                         |                     | Kniha dle stejnojmenného TV filmu       |
| 154.            | Jaroslav Kapr                              | Nastávající otec                                                                      | 1984 | 30 000  | Dušan Pálka                                           | –                                                                         |                     |                                         |
| 155.            | Werner Steinberg                           | Mezi rakví a Araratem                                                                 | 1984 | 50 000  | Ervín Urban                                           | Věra Houbová                                                              |                     | Utopický román                          |
| 156.            | Reinhold Messner                           | Everest: výprava po nejzazší mez                                                      | 1984 | 70 000  | Milan Hůrka                                           | Petr Karlach                                                              |                     | Autobiografie                           |
| 157.            | Růžena Lukášová                            | Bylo jim devatenáct: osudy bojovnic Svobodovy armády                                  | 1985 | 12 000  | Petr Urban                                            | –                                                                         |                     | Biografický, historie                   |
| 158.            | Vojtěch Steklač                            | Mejdan na dálnici; Žlutý Robert; Záhada Tiwi-wapu                                     | 1985 | 35 000  | Adolf Born                                            | –                                                                         |                     |                                         |
| 159.            | Antologie autorů socialistických zemí      | Skleněné město                                                                        | 1985 | 65 000  | Zdeněk Majzner                                        | kolektiv překladatelů                                                     | 23-066-85           | Sci-fi povídky, antologie               |
| 160.            | Patrick Cauvin                             | Eldorádo                                                                              | 1985 | 25 000  | Jan Krejčí                                            | Eva Bezděková                                                             |                     |                                         |
| 161.            | Zigmunds Skujiňš                           | Paměti mladého muže                                                                   | 1985 | 15 000  | Jiří Jirka                                            | Vojtěch Gaja                                                              |                     | Román pro mládež                        |
| 162.            | Éva Székelyová                             | Plakat smí jen vítěz!                                                                 | 1985 | 26 000  | foto: Jiří Pekárek                                    | Zuzana Dušková                                                            |                     | Životopis maďarské plavkyně             |
| 163.            | Albert Lichanov                            | Labyrint                                                                              | 1986 | 10 000  | Jakub Mach                                            | Eva Dolejšová                                                             |                     |                                         |
| 164.            | Otakar Chaloupka                           | Jenom zrnko písku: případ se strojem času                                             | 1986 | 15 000  | Jiří Jirka                                            | –                                                                         |                     |                                         |
| 165.            | Jana Štroblová                             | Zákaz vjezdu do ráje                                                                  | 1986 | 30 000  | Vladimír Jiránek                                      | –                                                                         |                     |                                         |
| 166.            | Ivan Sergejevič Turgeněv                   | První láska a jiné povídky                                                            | 1986 | 15 000  | Milan Hůrka                                           | Karolina Dušková a Taťjana Hašková                                        |                     | Sbírka klasických povídek               |
| 167.            | Richard Adams                              | Daleká cesta za domovem                                                               | 1986 | 50 000  | Jiří Běhounek                                         | Jitka Minaříková, Hana Žantovská                                          |                     | Fiktivní přiběh zvířat                  |
| 168.            | Anatolij Ruchmanov                         | Poznej sám sebe                                                                       | 1986 | 15 000  | Milan Kopřiva                                         | Hana Vavrinčíková                                                         |                     | Psychologie osobnosti; psychoanalýza    |
| 169.            | Ewa Ostrowská                              | Lekce pro život                                                                       | 1987 | 45 000  | Jiří Pekárek, Milan Hůrka                             | Helena Stachová                                                           |                     | Román pro dívky                         |
| 170.            | Ivan Antonovič Jefremov                    | Hodina Býka                                                                           | 1987 | 36 000  | Karel Lašťovka                                        | Miroslava Sedloňová                                                       |                     | Sci-fi                                  |
| 171.            | Marie Kubátová                             | Absolventka nultého ročníku                                                           | 1987 | 50 000  | Hana Storchová                                        | –                                                                         |                     | Román z prostředí VŠ                    |
| 172.            | Jiří Hanibal                               | Podivný rok v městě T.                                                                | 1987 | 15 000  | Vladimír Novák                                        | –                                                                         |                     | Román z 2. sv. války                    |
| 173.            | Marie Poledňáková                          | Jak dostat tatínka do polepšovny                                                      | 1987 | 120 000 | Jakub Mach; fotografie Jaroslav Trousil               | –                                                                         |                     | Kniha dle stejnojmenného TV filmu       |
| 174.            | Antologie (usp. Jaroslav Veis)             | Navštivte planetu Zemi                                                                | 1987 | 80 000  | Milan Hůrka                                           | přel. z angličtiny, francouzštiny a švédštiny                             |                     | Antologie sci-fi povídek                |
| 175.            | Antologie                                  | Vesmír je báječné místo pro život                                                     | 1987 | 80 000  | Milan Hůrka                                           | kolektiv překladatelů                                                     |                     | Antologie sci-fi povídek                |
| 176.            | Sonia Garmersová                           | Žít v úsměvu                                                                          | 1988 | 37 000  | Lubomír Anlauf                                        | Jitka Růžičková-Hronová                                                   |                     | Dívčí román z Malých Antil              |
| 177.            | Helena Lisická                             | Páv zpívá o štěstí: románová freska z Velké Moravy                                    | 1988 | 40 000  | Vladimír Novák                                        | –                                                                         |                     | Historický román                        |
| 178.            | Oľga Feldeková                             | Děvče a štěstí                                                                        | 1988 | 12 000  | Helena Wernischová                                    | Emil Charous                                                              |                     | Tři novely                              |
| 179.            | Anna Dánielová                             | Karambol                                                                              | 1988 | 30 000  | fotokoláže Miroslav Hucek                             | Ema Rozgonyiová                                                           |                     | Román z prostředí gymnázia              |
| 180.            | Anatolij Sobolev                           | Záchranná plavba Poseidónu                                                            | 1988 | 13 000  | Milan Hůrka                                           | Jiří Barbaš                                                               |                     | Román z námořního učiliště              |
| 181.            | Antologie (usp. Vojtěch Kantor)            | Přistání na Řípu                                                                      | 1988 | 56 000  | Peter Oriešek                                         | –                                                                         |                     | Antologie českých sci-fi povídek        |
| 182.            | Sue Townsendová                            | Tajný deník Adriana Molea                                                             | 1988 | 50 000  | Helena Císařová                                       | –                                                                         |                     | Humoristický román pro mládež           |
| 183.            | Ludvík Němec                               | Průvodce povětřím a tmou                                                              | 1988 | 28 000  | Václav Kabát, Zdena Táborská                          | –                                                                         |                     | Román                                   |
| 184.            | Dončo Cončev                               | Pravidla hry                                                                          | 1989 | 8500    | Valentin Popov                                        | Marie Bublová                                                             |                     | Sportovní tým z „pasťáku“               |
| 185.            | Miklós Vámos                               | Borgis                                                                                | 1989 | 15 000  | Vladimír Borůvka                                      | Milan Navrátil                                                            |                     | Román pro mládež                        |
| 186.            | Barry Hines                                | Poštolka pro pacholka                                                                 | 1989 | 60 000  | Karel Hruška                                          | Šimon Pellar                                                              |                     | Román pro mládež                        |
| 187.            | Vojtěch Steklač                            | Volejte linku…                                                                        | 1989 | 70 000  | Vladimír Jiránek                                      | –                                                                         |                     | Povídky z linky důvěry                  |
| 188.            | Jana Červenková                            | Věno pro Yvettu Márovou                                                               | 1989 | 32 000  | Daniela Havlíčková                                    | –                                                                         |                     | Dívčí román                             |
| 189.            | Anne Perry-Bouquetová                      | Tu máš pusu                                                                           | 1989 | 50 000  | Petr Poš                                              | Václav Richter                                                            |                     | Román pro mládež                        |
| 190.            | J. R. R. Tolkien                           | Pán prstenů – Společenstvo Prstenu                                                    | 1990 | 55 000  |                                                       | Stanislava Pošustová                                                      |                     | Fantasy                                 |
| 191.            | Filip Jánský                               | Nebeští jezdci                                                                        | 1990 | 30 000  | Bedřich Rose                                          | –                                                                         |                     | Válečný (čs. letci v RAF)               |
| 192.            | Lubor Pok                                  | Fraganeo, aneb co víme, co nevíme a co si můžeme jen domýšlet o Praze před rokem 1000 | 1990 | 15 000  | Hana Maderová                                         | –                                                                         |                     | Naučná literatura, historie             |
| 193.            | Antonín Jelínek                            | Dostihová čítanka                                                                     | 1991 | 40 000  | Vladimír Jiránek; foto Pavel Dias et al.              | –                                                                         |                     | Vzpomínky (dostihové prostředí)         |
| 194.            | Ilona Borská, Ivo Štuka                    | Letci v bouři                                                                         | 1991 | 70 000  | Helena Wernischová; foto V. Šorel, Z. Hurta, J. Vraný | –                                                                         |                     | Válečný                                 |
| 195.            | J. R. R. Tolkien                           | Pán prstenů – Dvě věže                                                                | 1991 | ?       |                                                       | Stanislava Pošustová                                                      |                     | Fantasy                                 |
| 196.            | neznámá vlajka                             |                                                                                       |      |         |                                                       |                                                                           |                     |                                         |
| 197.            | J. R. R. Tolkien                           | Pán prstenů – Návrat krále                                                            | 1992 | ?       |                                                       | Stanislava Pošustová                                                      |                     | Fantasy                                 |

## Statistiky a zajímavosti
V počtech jsou zahrnuty i případná opakování vydání stejného titulu, těch však bylo minimálně. 

### Jednotlivé země vedici
Nejvíce autorů bylo z Československa, resp. později z České republiky (více než 40 procent titulů). Zastoupení jednotlivých zemí je následující: 
- 83: Československo/Česká republika,
- 17: Spojené království (jedna kniha skotského autora je v tabukovém přehledu uváděna zvlášť),
- 16: Polsko,
- 12: autoři z více zemí (sbírky povídek, antologie) nebo země nezjištěna,
- 12: SSSR,
- 8: USA,
- 6: Austrálie, Francie,
- 5: Německo
- 4: Maďarsko, Rusko
- 3: Itálie, Nizozemsko, Norsko, Rakousko a Slovensko,
- 2: Kanada,
- 1: po jedné knize je zastoupeno celkem 9 zemí/území (Belgie, Bulharsko, bývalá Jugoslávie, Litva, Lotyšsko, Skotsko, Slovinsko, Švédsko a Ukrajina).

### Nejvydávanější spisovatelé
Na rozdíl od některých jiných edic (např. Čtení na dovolenou nebo Omnia, kde od některých autorů bylo vydáno i více než 10 románů), v Edici 13 více titulů od jednoho autora vyšlo spíše výjimečně. Následující přehled proto shrnuje všechny autory, kterým v edici vyšly nejméně tři knihy, včetně spoluautorství.
- 4 Karel Štorkán: dva romány a jedna novela, u čtvrtého titulu (Když chytal Plánička, 1968) je spoluautorem.
- 3 Vojtěch Steklač: tři různé tituly.
- 3 Marie Kubátová: dva romány a jeden soubor povídek.
- 3 J. R. R. Tolkien: trilogie Pán prstenů: Společenstvo Prstenu (1990), Dvě věže (1991) a Návrat krále (1992).
- 3 Jana Červenková: tři romány.

### Nejčastější překladatelé
Uvedeni jsou všichni překladatelé, kteří se podíleli na překladu tří a více vydaných knih, včetně případů, kdy se na daném titulu podílelo více překladatelů, a také opakované vydání stejného titulu (kterých ale bylo minimálně).
- 5 Hana Žantovská: tři různé tituly, dvě knihy vyšly ve dvojím vydání.
- 4 Helena Stachová: tři různé tituly.
- 4 Zora Wolfová: dva různé tituly, oba vyšly ve dvojím vydání.
- 3 Stanislava Pošustová: trilogie Pán prstenů (J. R. R. Tolkien).
- 3 Irena Dvořáková: tři různé tituly.
- 3 Eva Bezděková: tři různé tituly.

### Nejčastější ilustrátoři
Uvedeni jsou všichni ilustrátoři, kteří se podíleli na třech a více vydaných knihách, včetně (spíše ojedinělých) případů, kdy se na daném titulu podílelo více ilustrátorů, a také případné opakované vydání stejného titulu.
- 20 Milan Kopřiva + celková grafická úprava většiny vydaných svazků,
- 14 Ervín Urban,
- 13 Oldřich Jelínek,
- 10 Vladimír Novák,
- 8 Eva Hašková a Zdeněk Majzner,
- 7 Milan Hůrka, Jiří Svoboda a Adolf Born,
- 6 Václav Kabát,
- 5 Vladimír Jiránek,
- 4 Miroslav Hucek,
- 3 Zdeněk Mézl, Petr Urban, Pavel Sivko, Pavel Brom, Karel Hruška, Jiří Jirka a Jiří Běhounek.

### Náklady publikací
Knihy v této edici vycházely obecně ve vysokých až velmi vysokých nákladech, přesto je zřejmý rozdíl podle desetiletí vydání. Také je třeba vzít v úvahu neúplnost údajů: náklad chybí nejen pro několik posledních knih (v 90. letech údaj přestala uvádět všechna nakladatelství), ale občas náklad není uveden nebo zatím nebyl zjištěn i dříve. Z deseti titulů s nejvyšším nákladem uvedených níže jich 7 bylo vydáno v 80. letech, jedna kniha je z roku 1970, jedna vyšla dvakrát: 1974 + 1979 a jedna vyšla v roce 1991.
- 120 000 Marie Poledňáková: Jak dostat tatínka do polepšovny, 1987.
- 100 000 Georges Simenon: Sedm křížků a jeden ministrant, 1970.
- 95 000 Gerald Malcolm Durrell: Ptáci, zvířata a moji příbuzní (1974: 25 000 výtisků + 1979: 70 000 výtisků; oboje svazek 75).
- 80 000 Niki Lauda:  Mé roky s Ferrari, 1983.
- 80 000 Marie Poledňáková: Jak vytrhnout velrybě stoličku, 1984.
- 80 000 Antologie (usp. Jaroslav Veis): Navštivte planetu Zemi, 1987.
- 80 000 Antologie (usp. Jaroslav Veis, Václav Richter a Ivo Železný): Vesmír je báječné místo pro život, 1987.
- 70 000 Reinhold Messner: Everest: výprava po nejzazší mez, 1984.
- 70 000 Vojtěch Steklač: Volejte linku…, 1989.
- 70 000 Ilona Borská, Ivo Štuka: Letci v bouři, 1991.